# 马尔克法沃
马尔克法沃（法語：Marquefave，法語發音：[maʁkəfav]）是法国上加龙省的一个市镇，属于米雷区。

## 地理
马尔克法沃（43°19'1"N, 1°14'47"E）面积18.92 平方千米，位于法国奧克西塔尼大區上加龙省，该省份为法国西南部内陆省份，西南端与西班牙接壤，自此顺时针与上比利牛斯省、热尔省、塔恩-加龙省、塔恩省、奥德省和阿列日省接壤。
与马尔克法沃接壤的市镇（或旧市镇、城区）包括：卡庞斯、卡尔博讷、拉科涅、蒙托、蒙加赞。

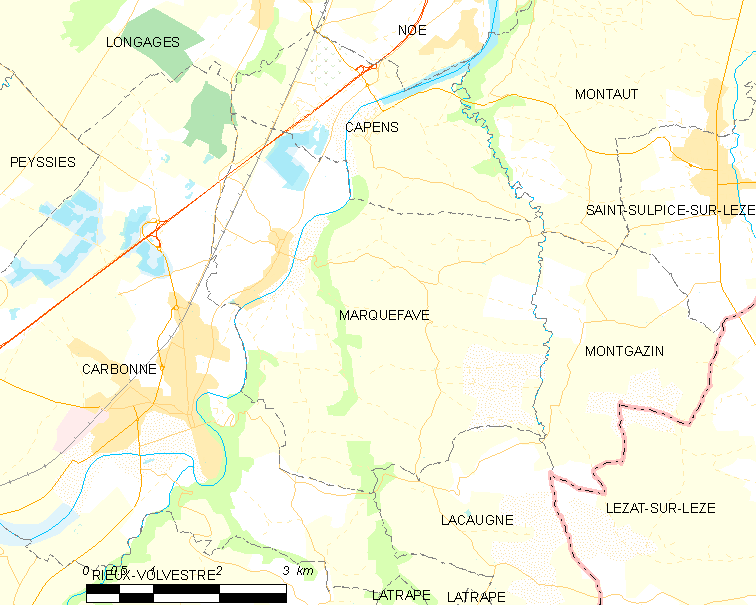
马尔克法沃的OSM定位图

马尔克法沃的时区为UTC+01:00、UTC+02:00（夏令时）。

## 行政
马尔克法沃的邮政编码为31390，INSEE市镇编码为31320。

## 政治
马尔克法沃所属的省级选区为欧特里沃县。

## 人口

1962-2008年间马尔克法沃人口变化图示

马尔克法沃于2022年1月1日时的人口数量为976人。